# Bạch Diệp
Bạch Diệp (1929 – 17 tháng 8 năm 2013) là nữ đạo diễn điện ảnh đầu tiên của Việt Nam. Bà được biết tới với những bộ phim: Ngày lễ Thánh, Huyền thoại mẹ, Kẻ không cầu may... Bà đã được phong tặng danh hiệu Nghệ sĩ nhân dân (đợt 4 - 1997).

## Tiểu sử
Bạch Diệp tên thật Nguyễn Thanh Tâm, sinh năm 1929 tại Hà Nội trong một gia đình có truyền thống nhiếp ảnh. Từ năm 6 tuổi, bà đã được đưa theo học ở trường tu viện Saint Dominique ở Hải Phòng.
Năm 1941, gia đình bà chuyển sang Hải Dương. Khi mới chỉ 16 tuổi, bà đã đi theo Việt Minh, tham gia tổng khởi nghĩa và tham gia phụ nữ cứu quốc ở Hải Dương rồi hoạt động trong Tỉnh hội và thường vụ liên khu III. Năm 1955, bà chuyển về làm tại báo Nhân dân, làm tổ trưởng tổ Hà Nội, chịu trách nhiệm thông tin về thành phố.

## Sự nghiệp
Năm 1959, bà theo học lớp đạo diễn điện ảnh do Bộ Văn hóa Thông tin mở dưới sự hướng dẫn của các chuyên gia Liên Xô. Bà tốt nghiệp năm 1963, sau đó về làm việc tại Hãng phim truyện Việt Nam. Tác phẩm đầu tay của bà là bộ phim Trần Quốc Toản ra quân, chuyển thể từ chèo, sau được trao giải Bông sen bạc tại Liên hoan phim Việt Nam lần thứ hai. Những bộ phim tiếp theo của bà ra đời sau đó là Người về đồng cói (1973), Ngày lễ Thánh (1976), Câu chuyện làng Dừa (1977), Người chưa biết nói (1979), Ai giận ai thương (1982)... Nổi bật nhất là hai bộ phim Ngày lễ Thánh (dựa theo cuốn tiểu thuyết Bão biển của Chu Văn) và Huyền thoại mẹ, đều do nghệ sĩ nhân dân Trà Giang đóng vai chính, đều giành được giải thưởng Bông sen bạc lần lượt tại hai kỳ liên hoan phim năm 1977 và 1988.

Bạch Diệp và Trà Giang.

Năm 1984, bà được Nhà nước phong tặng danh hiệu Nghệ sĩ ưu tú. Bà về hưu năm 1992 nhưng vẫn được mời làm phim truyền hình cho Đài truyền hình Việt Nam. Bà còn làm phim cho các chuyên mục Điện ảnh chiều thứ 7 và Văn nghệ chủ nhật.
Năm 1997, bà được phong tặng danh hiệu Nghệ sĩ nhân dân. Năm 2007, bà được nhận Giải thưởng Nhà nước về văn học nghệ thuật cho các tác phẩm Ngày lễ Thánh, Huyền thoại mẹ. Bà là một trong số các nghệ sĩ Việt Nam có tên trong Bách khoa toàn thư điện ảnh Liên Xô. Năm 2008, bà là một trong 11 nghệ sĩ đương đại được tôn vinh trong ngày kỉ niêm 55 năm thành lập ngành Điện ảnh cách mạng Việt Nam.
Bà qua đời vào ngày 17 tháng 8 năm 2013 tại Hà Nội, thọ 84 tuổi.

## Đời tư
Bà đã từng yêu cố nhạc sĩ Tử Phác. Ông đã từng viết những ca khúc để tặng bà như Mưa bay, Lá reo. Sau này ông Tử Phác đã lập gia đình và đã đặt tên con theo tên của bà.
Người chồng đầu tiên của bà là thi sĩ nổi tiếng Xuân Diệu. Bà kết hôn với ông khi bà 27 tuổi, ông 40 tuổi. Sống với nhau một thời gian ngắn, bà trở về sống với cha mẹ. Bà là người phụ nữ duy nhất trong cuộc đời nhà thơ Xuân Diệu.
Bà kết hôn lần thứ hai với ông Nguyễn Đức Tường vào năm 1975. Họ đã sống với nhau 15 năm cho đến khi ông Tường mất.

## Những phim đã thực hiện

### Điện ảnh
- Trần Quốc Toản ra quân  (1971)
- Người về đồng cói (1973)
- Ngày lễ Thánh (1976)
- Câu chuyện làng Dừa (1977)
- Quyển vở sang trang (1977)
- Người chưa biết nói (1979)
- Ai giận ai thương (1982)
- Mảnh trời riêng (1983)
- Trừng phạt (1984)
- Cuộc chia tay không hẹn trước (1986)
- Y H'nua (1986)
- Huyền thoại về người mẹ (1987)
- Ngõ hẹp (1988)

### Truyền hình
- Hoa ban đỏ (1994)
- Lặng lẽ tuổi trăng tròn (Đạo diễn - 1995)
- Hoa trong bão (1995)
- Nguyễn Thị Minh Khai (1996)
- Đêm trắng (1996)
- Nụ tầm xuân (1997)
- Đường tới thiên đàng (1999)
- Khoảng cách (1999)
- Vui buồn sau lũy tre (1999)
- Kẻ không cầu may (2000)
- Người nổi tiếng (2000)
- Sự thật (2003)
- Tia nắng mong manh (2005)
- Hà Nội một thời (2010)